# César al millor guió original o adaptació
El César al millor guió original o adaptació és un antic premi cinematogràfic francès atorgat per l'Acadèmia de les arts i tècniques del cinema de 1976 a 1982, i després de 1986 a 2005.
De 1976 a 1982, el premi es diu «Millor guió, diàleg o adaptació». Entre 1983 i 1985, el premi és escindit en dos («millor guió original» i «millor adaptació») abans de tornar a un sol premi, sigui quina sigui la seva naturalesa, fins al 2006, any a partir de la qual es reprèn la distinció.

## Palmarès
- Font: Pàgina oficial del premi.

### Dècada del 1970
De 1976 a 1982: Millor guió, diàlegs o adaptació (Meilleur scénario, dialogue ou adaptation)
| Any                                    | Guionista                        | Títol original             | Títol en català | País |
| -------------------------------------- | -------------------------------- | -------------------------- | --------------- | ---- |
| 1976                                   |                                  |                            |                 |      |
| Bertrand Tavernier i Jean Aurenche     | Que la fête commence             | -                          | França          |      |
| Georges Conchon i Jacques Rouffio      | Sept morts sur ordonnance        | -                          | França          |      |
| Robert Enrico i Pascal Jardin          | Le vieux fusil                   | El vell fusell             | França          |      |
| Jean-Charles Tacchella                 | Cousin, cousine                  | Cosí, cosina               | França          |      |
| 1977                                   |                                  |                            |                 |      |
| Jean Aurenche i Bertrand Tavernier     | Le juge et l'assassin            | El jutge i l'assassí       | França          |      |
| Luc Béraud i Claude Miller             | La Meilleure Façon de marcher    | -                          | França          |      |
| Jean-Loup Dabadie                      | Un éléphant ça trompe énormément | -                          | França          |      |
| Francis Veber                          | Le Jouet                         | -                          | França          |      |
| 1978                                   |                                  |                            |                 |      |
| David Mercer                           | Providence                       | Providence                 | França          |      |
| Michel Audiard                         | Mort d'un pourri                 | La mort d'un home corrupte | França          |      |
| Luis Buñuel i Jean-Claude Carrière     | Cet obscur objet du désir        | -                          | Espanya França  |      |
| Jean-Loup Dabadie                      | Nous irons tous au paradis       | -                          | França          |      |
| 1979                                   |                                  |                            |                 |      |
| Gilles Perrault i Michel Deville       | Le Dossier 51                    | -                          | França          |      |
| Christian de Chalonge i Pierre Dumayet | L'Argent des autres              | -                          | França          |      |
| Georges Conchon i Jacques Rouffio      | Le Sucre                         | -                          | França          |      |
| Jean-Loup Dabadie i Claude Sautet      | Une histoire simple              | -                          | França          |      |

### Dècada del 1980
| Any                                                           | Guionista            | Títol original         | Títol en català     | País |
| ------------------------------------------------------------- | -------------------- | ---------------------- | ------------------- | ---- |
| 1980                                                          |                      |                        |                     |      |
| Bertrand Blier                                                | Buffet froid         | -                      | França              |      |
| Jacques Doillon                                               | La drôlesse          | -                      | França              |      |
| Didier Decoin i Henri Verneuil                                | I... comme Icare     | -                      | França              |      |
| Alain Corneau i Georges Perec                                 | Série noire          | -                      | França              |      |
| 1981                                                          |                      |                        |                     |      |
| François Truffaut i Suzanne Schiffman                         | Le Dernier Métro     | -                      | França              |      |
| Jean Gruault                                                  | Mon oncle d'Amérique | El meu oncle d'Amèrica | França              |      |
| John Guare                                                    | Atlantic City        | Atlantic City          | Estats Units        |      |
| David Rayfiel i Bertrand Tavernier                            | La mort en direct    | La Mort en direct      | Estats Units França |      |
| 1982                                                          |                      |                        |                     |      |
| Jean Herman, Michel Audiard i Claude Miller                   | Garde à vue          | -                      | França              |      |
| Jean Aurenche i Bertrand Tavernier                            | Coup de torchon      | Baralla                | França              |      |
| Gérard Brach                                                  | La Guerre du feu     | La recerca del foc     | França              |      |
| Christopher Frank, Pierre Granier-Deferre i Jean-Marc Roberts | Une étrange affaire  | -                      | França              |      |

De 1986 à 2005: Millor guió original o adaptació.
| Any                                                            | Guionista                            | Títol original   | Títol en català | País |
| -------------------------------------------------------------- | ------------------------------------ | ---------------- | --------------- | ---- |
| 1986                                                           |                                      |                  |                 |      |
| Coline Serreau                                                 | Trois hommes et un couffin           | -                | França          |      |
| Olivier Assayas i André Téchiné                                | Rendez-vous                          | Rendez-vous      | França          |      |
| Michel Audiard i Jacques Deray                                 | On ne meurt que deux fois            | -                | França          |      |
| Luc Béraud, Claude Miller, Annie Miller i Bernard Stora        | L'Effrontée                          | -                | França          |      |
| Michel Deville                                                 | Péril en la demeure                  | -                | França          |      |
| 1987                                                           |                                      |                  |                 |      |
| Camille de Casabianca i Alain Cavalier                         | Thérèse                              | -                | França          |      |
| Claude Berri i Gérard Brach                                    | Jean de Florette                     | Jean de Florette | França          |      |
| Bertrand Blier                                                 | Tenue de soirée                      | -                | França          |      |
| Francis Veber                                                  | Les Fugitifs                         | -                | França          |      |
| 1988                                                           |                                      |                  |                 |      |
| Louis Malle                                                    | Au revoir les enfants                | -                | França          |      |
| Patrick Dewolf i Patrice Leconte                               | Tandem                               | -                | França          |      |
| Jean-Loup Hubert                                               | Le Grand Chemin                      | -                | França          |      |
| Éric Rohmer                                                    | L'Ami de mon amie                    | -                | França          |      |
| Colo Tavernier                                                 | La Passion Béatrice                  | -                | França          |      |
| 1989                                                           |                                      |                  |                 |      |
| Étienne Chatiliez i Florence Quentin                           | La vie est un long fleuve tranquille | -                | França          |      |
| Luc Béraud, François Truffaut, Claude de Givray i Annie Miller | La Petite Voleuse                    | -                | França          |      |
| Michel Deville i Rosalinde Deville                             | La Lectrice                          | -                | França          |      |
| François Dupeyron i Dominique Faysse                           | Drôle d'endroit per une rencontre    | -                | França          |      |

### Dècada del 1990
| Any                                                 | Guionista                            | Títol original            | Títol en català | País |
| --------------------------------------------------- | ------------------------------------ | ------------------------- | --------------- | ---- |
| 1990                                                |                                      |                           |                 |      |
| Bertrand Blier                                      | Trop belle per toi                   | -                         | França          |      |
| Jean Cosmos i Bertrand Tavernier                    | La Vie et rien d'autre               | La vida i res més         | França          |      |
| Pierre Jolivet i Olivier Schatzky                   | Force majeure                        | Força major               | França          |      |
| Éric Rochant                                        | Un monde sans pitié                  | -                         | França          |      |
| 1991                                                |                                      |                           |                 |      |
| Jean-Pierre Ronssin i Christian Vincent             | La Discrète                          | -                         | França          |      |
| Jean-Claude Carrière i Jean-Paul Rappeneau          | Cyrano de Bergerac                   | Cyrano de Bergerac        | França          |      |
| Jacques Doillon                                     | Le Petit Criminel                    | -                         | França          |      |
| Claude Klotz i Patrice Leconte                      | Le Mari de la coiffeuse              | El marit de la perruquera | França          |      |
| 1992                                                |                                      |                           |                 |      |
| Jean-Pierre Jeunet, Marc Caro i Gilles Adrien       | Delicatessen                         | Delicatessen              | França          |      |
| Bertrand Blier                                      | Merci la vie                         | -                         | França          |      |
| Alain Corneau i Pascal Quignard                     | Tous les matins du monde             | Tots els matins del món   | França          |      |
| Maurice Pialat                                      | Van Gogh                             | -                         | França          |      |
| 1993                                                |                                      |                           |                 |      |
| Coline Serreau                                      | La crise                             | La crisi                  | França          |      |
| Michel Alexandre i Bertrand Tavernier               | L.627                                | Llei 627                  | França          |      |
| Cyril Collard                                       | Les nuits fauves                     | -                         | França          |      |
| Arnaud Desplechin                                   | La Sentinelle                        | -                         | França          |      |
| Jacques Fieschi i Claude Sautet                     | Un coeur en hiver                    | Un cor a l'hivern         | França          |      |
| 1994                                                |                                      |                           |                 |      |
| Agnès Jaoui i Jean-Pierre Bacri                     | Smoking / No Smoking                 | No Smoking                | França          |      |
| Claude Berri i Arlette Langmann-Ramonet             | Germinal                             | Germinal                  | França          |      |
| Pascal Bonitzer i André Téchiné                     | Ma saison préférée                   | -                         | França          |      |
| Christian Clavier i Jean-Marie Poiré                | Les Visiteurs                        | -                         | França          |      |
| Krzysztof Kieślowski i Krzysztof Piesiewicz         | Trzy kolory. Niebieski               | Tres colors: Blau         | Polònia         |      |
| 1995                                                |                                      |                           |                 |      |
| André Téchiné, Olivier Massart i Gilles Taurand     | Les Roseaux sauvages                 | Els joncs salvatges       | França          |      |
| Jacques Audiard i Alain Le Henry                    | Regarde les hommes tomber            | -                         | França          |      |
| Michel Blanc                                        | Grosse fatigue                       | Mala fama                 | França          |      |
| Patrice Chéreau i Danièle Thompson                  | La reine Margot                      | La reina Margot           | França          |      |
| Krzysztof Kieślowski i Krzysztof Piesiewicz         | Trzy kolory. Czerwony                | Tres colors: Vermell      | Polònia         |      |
| 1996                                                |                                      |                           |                 |      |
| Telsche Boorman i Josiane Balasko                   | Gazon maudit                         | -                         | França          |      |
| Claude Chabrol i Caroline Eliacheff                 | La Cérémonie                         | -                         | França          |      |
| Jacques Fieschi i Claude Sautet                     | Nelly et Monsieur Arnaud             | -                         | França          |      |
| Mathieu Kassovitz                                   | La Haine                             | -                         | França          |      |
| Florence Quentin                                    | Le bonheur est dans le pré           | -                         | França          |      |
| 1997                                                |                                      |                           |                 |      |
| Cédric Klapisch, Agnès Jaoui i Jean-Pierre Bacri    | Un air de famille                    | -                         | França          |      |
| Gabriel Aghion i Patrick Timsit                     | Pédale douce                         | -                         | França          |      |
| Jacques Audiard i Alain Le Henry                    | Un héros très discret                | -                         | França          |      |
| Jean Cosmos i Bertrand Tavernier                    | Capitaine Conan                      | Capità Conan              | França          |      |
| Rémi Waterhouse                                     | Ridicule                             | Ridícul                   | França          |      |
| 1998                                                |                                      |                           |                 |      |
| Agnès Jaoui i Jean-Pierre Bacri                     | On connaît la chanson                | Coneixem la cançó         | França          |      |
| Michel Alexandre i Alain Corneau                    | Le Cousin                            | -                         | França          |      |
| Anne Fontaine i Gilles Taurand                      | Nettoyage à sec                      | -                         | França          |      |
| Jean-François Goyet i Manuel Poirier                | Western                              | Western                   | França          |      |
| Robert Guédiguian i Jean-Louis Milesi               | Marius et Jeannette                  | -                         | França          |      |
| 1999                                                |                                      |                           |                 |      |
| Francis Veber                                       | Le dîner de cons                     | El sopar dels idiotes     | França          |      |
| Roger Bohbot i Erick Zonca                          | La Vie rêvée des anges               | -                         | França          |      |
| Patrice Chéreau, Danièle Thompson i Pierre Trividic | Ceux qui m'aiment prendront le train | -                         | França          |      |
| Jacques Fieschi i Nicole Garcia                     | Place Vendôme                        | -                         | França          |      |
| Radu Mihăileanu                                     | Train de vie                         | El tren de la vida        | França          |      |

### Dècada del 2000
| Any                                                                   | Guionista                                | Títol original               | Títol en català      | País |
| --------------------------------------------------------------------- | ---------------------------------------- | ---------------------------- | -------------------- | ---- |
| 2000                                                                  |                                          |                              |                      |      |
| Tonie Marshall                                                        | Vénus Beauté (Institut)                  | -                            | França               |      |
| Michel Deville i Rosalinde Deville                                    | La Maladie de Sachs                      | -                            | França               |      |
| Serge Frydman                                                         | La Fille sur le pont                     | -                            | França               |      |
| Pierre Jolivet i Simon Michaël                                        | Ma petite entreprise                     | -                            | França               |      |
| Christopher Thompson i Danièle Thompson                               | La Bûche                                 | -                            | França               |      |
| 2001                                                                  |                                          |                              |                      |      |
| Agnès Jaoui i Jean-Pierre Bacri                                       | Le goût des autres                       | El gust dels altres          | França               |      |
| Laurent Cantet i Gilles Marchand                                      | Ressources humaines                      | -                            | França               |      |
| Gilles Marchand i Dominik Moll                                        | Harry, un ami qui vous veut du bien      | Harry, un amic que us estima | França               |      |
| Patricia Mazuy i Yves Thomas                                          | Saint-Cyr                                | -                            | França               |      |
| Bernard Rapp i Gilles Taurand                                         | Une affaire de goût                      | -                            | França               |      |
| 2002                                                                  |                                          |                              |                      |      |
| Jacques Audiard i Tonino Benacquista                                  | Sur mes lèvres                           | Llegeix-me els llavis        | França               |      |
| François Dupeyron                                                     | La Chambre des officiers                 | -                            | França               |      |
| Jean-Pierre Jeunet i Guillaume Laurant                                | Le fabuleux destin d'Amélie Poulain      | Amélie                       | França               |      |
| Coline Serreau                                                        | Chaos                                    | -                            | França               |      |
| Danis Tanović                                                         | Ničija zemlja                            | Terra de ningú               | Bòsnia i Hercegovina |      |
| 2003                                                                  |                                          |                              |                      |      |
| Costa-Gavras i Jean-Claude Grumberg                                   | Amen                                     | -                            | Grècia França        |      |
| Michel Blanc                                                          | Embrassez qui vous voudrez               | -                            | França               |      |
| Ronald Harwood                                                        | Le pianiste                              | El pianista                  | Regne Unit           |      |
| Cédric Klapisch                                                       | L'Auberge espagnole                      | Una casa de bojos            | Regne Unit           |      |
| François Ozon i Marina de Van                                         | 8 femmes                                 | -                            | França               |      |
| 2004                                                                  |                                          |                              |                      |      |
| Denys Arcand                                                          | Les Invasions barbares                   | -                            | Canadà               |      |
| Lucas Belvaux                                                         | Un couple épatant, Cavale i Après la vie | -                            | Bèlgica              |      |
| Julie Bertucelli, Roger Bohbot i Bernard Renucci                      | Depuis qu'Otar est parti...              | -                            | França               |      |
| Alain Corneau                                                         | Stupeur et Tremblements                  | -                            | França               |      |
| Patrick Modiano i Jean-Paul Rappeneau                                 | Bon Voyage                               | Bon Voyage                   | França               |      |
| 2005                                                                  |                                          |                              |                      |      |
| Abdellatif Kechiche i Ghalia Lacroix                                  | L'Esquive                                | -                            | Tunísia              |      |
| Roger Bohbot i Arnaud Desplechin                                      | Rois et reine                            | Rois et reine                | França               |      |
| Jean-Pierre Bacri i Agnès Jaoui                                       | Comme une image                          | -                            | França               |      |
| Guillaume Laurant i Jean-Pierre Jeunet                                | Un long dimanche de fiançailles          | Llarg diumenge de festeig    | França               |      |
| Dominique Loiseau, Franck Mancuso, Olivier Marchal i Julien Rappeneau | 36, quai des Orfèvres                    | Assumptes pendents           | França               |      |

 des de 2006, 2 categories: César al millor guió original i César a la millor adaptació.

## Estadístiques

### Els més premiats
| Premis | Nom                             | Anys                   | Detalls                                                                                |
| ------ | ------------------------------- | ---------------------- | -------------------------------------------------------------------------------------- |
| 4      | Agnès Jaoui i Jean-Pierre Bacri | 1994, 1997, 1998, 2001 | 5 nominacions Tots escrits en col·laboració entre els dos.                             |
| 2      | Betrand Tavernier               | 1976, 1977             | 7 nominacions Els dos guions premiats escrits en col·laboració amb Jean Aurenche.      |
| 2      | Jean Aurenche                   | 1976, 1977             | 3 nominacions Els dos guions premiats escrits en col·laboració amb Bertrand Tavernier. |
| 2      | Bertrand Blier                  | 1980, 1990             | 4 nominacions                                                                          |
| 2      | Coline Serreau                  | 1986, 1993             | 3 nominacions                                                                          |

### Els més nominats
| Nominacions | Nom                             | Anys                                     | Detalls                                               |
| ----------- | ------------------------------- | ---------------------------------------- | ----------------------------------------------------- |
| 7           | Bertrand Tavernier              | 1976, 1977, 1981, 1982, 1990, 1993, 1997 | 2 premis                                              |
| 5           | Agnès Jaoui i Jean-Pierre Bacri | 1994, 1997, 1998, 2001, 2005             | 4 premis Tots escrits en col·laboració entre els dos. |
| 4           | Bertrand Blier                  | 1980, 1987, 1990, 1992                   | 2 premis                                              |
| 4           | Michel Deville                  | 1979, 1986, 1989, 2000                   | 1 premi                                               |
| 4           | Alain Corneau                   | 1980, 1992, 1998, 2004                   | Cap premi                                             |